# Ряднинская, Елизавета Ильинична
Елизавета Ильинична Ряднинская  (31 октября 2001, Москва, Россия) — российская тхэквондистка. Призёр чемпионата Европы. Победитель Юношеских Олимпийских игр.

## Биография
Является воспитанницей краснознаменской УОР № 1, занимается под руководством А. В. Недошивкина, Г. Г. Магомедова, А. Р. Ниматулаевой и Ш. К. Гамзатова. 28 декабря 2017 года ей было присвоено звание мастер спорта России. 8 октября 2018 года в Буэнос-Айресе, победив в финале Анастасию Золотич из США со счётом 17:16, одержала победу на Юношеских Олимпийских играх в весовой категории до 49 кг. В ноябре 2020 года в Москве, победив в финале Наталью Антипенко из Санкт-Петербурга, стала чемпионкой России. В апреле 2021 года в Софии завоевала бронзовую медаль чемпионата Европы. В сентябре 2021 года в Одинцово, одолев в финале Анну Казарновскую из Татарстана, выиграла чемпионат России. В сентябре 2022 года в Нальчике, проиграв в финале Ирине Рогозиной из Самарской области, она стала серебряным призёром чемпионата России. В сентябре 2023 года в Майкопе, победив в финале Анну Казарновскую, стала чемпионкой России.

## Достижения
- Юношеские Олимпийские игры 2018 — ;
- Чемпионат России по тхэквондо 2020 — ;
- Чемпионат Европы по тхэквондо 2021 — ;
- Чемпионат России по тхэквондо 2021 — ;
- Чемпионат России по тхэквондо 2022 — ;
- Чемпионат России по тхэквондо 2023 — ;

## Личная жизнь
Училась в Университете имени Лесгафта на факультете индивидуальных образовательных и спортивных технологий.